# Porsche Tennis Grand Prix 2018
Il Porsche Tennis Grand Prix 2018 è stato un torneo femminile di tennis giocato sulla terra rossa indoor. È stata la 41ª edizione del torneo che fa parte della categoria Premier nell'ambito del WTA Tour 2018. Si è giocato nella Porsche Arena di Stoccarda, in Germania, dal 22 al 29 aprile 2018.

## Partecipanti

### Teste di serie
| Nazionalità | Giocatrice        | Ranking* | Testa di serie |
| ----------- | ----------------- | -------- | -------------- |
| Romania     | Simona Halep      | 1        | 1              |
| Spagna      | Garbiñe Muguruza  | 3        | 2              |
| Ucraina     | Elina Svitolina   | 4        | 3              |
| Lettonia    | Jeļena Ostapenko  | 5        | 4              |
| Rep. Ceca   | Karolína Plíšková | 6        | 5              |
| Francia     | Caroline Garcia   | 7        | 6              |
| Stati Uniti | Sloane Stephens   | 9        | 7              |
| Rep. Ceca   | Petra Kvitová     | 10       | 8              |

* Ranking al 16 aprile 2018.

### Altre partecipanti
Le seguenti giocatrici hanno ricevuto una Wild card:
- Antonia Lottner
- Marija Šarapova
- Laura Siegemund
- Coco Vandeweghe

Le seguenti giocatrici sono passate dalle qualificazioni:

- Zarina Dijas
- Marta Kostjuk
- Veronika Kudermetova
- Markéta Vondroušová

La seguente giocatrice è entrata in tabellone come lucky loser:
- Carina Witthöft

### Ritiri
Prima del torneo
- Anastasija Sevastova → sostituita da  Carina Witthöft

Durante il torneo
- Angelique Kerber
- Garbiñe Muguruza
- Markéta Vondroušová

## Punti e montepremi
| Torneo              | Torneo              | V       | F      | SF     | QF     | 2T    | 1T    | Q  | Q3    | Q2    | Q1  |
| Singolare femminile | Punti               | 470     | 305    | 185    | 100    | 55    | 1     | 25 | 18    | 13    | 1   |
| Singolare femminile | Premi in denaro ($) | 113,060 | 60,375 | 32,246 | 17,334 | 9,295 | 5,899 | –  | 2,650 | 1,408 | 783 |
| Doppio femminile    | Punti               | 470     | 305    | 185    | 100    | -     | 1     | –  | –     | –     | –   |
| Doppio femminile    | Premi in denaro ($) | 35,368  | 18,895 | 10,325 | 5,253  | -     | 2,854 | –  | –     | –     | –   |

## Campionesse

### Singolare
Karolína Plíšková ha battuto in finale  Coco Vandeweghe con il punteggio di 7–6(2), 6-4.
- È il decimo titolo in carriera per la Plíšková, il primo della stagione.

### Doppio
Raquel Kops-Jones /  Anna-Lena Grönefeld hanno battuto in finale  Nicole Melichar /  Květa Peschke con il punteggio di 6-4, 6(5)–7, [10-5].